# Saint-Junien-les-Combes
Saint-Junien-les-Combes è un comune francese di 193 abitanti situato nel dipartimento dell'Alta Vienne nella regione della Nuova Aquitania.

## Società

### Evoluzione demografica
Abitanti censiti